# Manar and the Children in the House with a Hole in the Roof
|  | Denne artikel er oprettet af botten Steenthbot ud fra en ekstern database. Den kan derfor have sproglige fejl eller mangler. Denne skabelon kan fjernes efter kontrol af indholdet. |

Manar and the Children in the House with a Hole in the Roof er en dansk dokumentarfilm fra 2008 instrueret af Malina Terkelsen.